# Phil Wachsmann
Phil Wachsmann es un violinista, compositor e improvisador ugandés-británico nacido en Kampala, Uganda, el 5 de agosto de 1944. La suya es música de avant-garde-jazz y jazz fusión.

## Biografía
Fundador del grupo Chamberpot, ha sido profesor de música electroacústica en varias universidades de Londres y ha trabajado con varios músicos en lenguaje de free jazz, entre ellos Tony Oxley, Fred Van Hove, Barry Guy, Derek Bailey y Paul Rutherford. Wachsmann es especialmente conocido por sus improvisaciones en lenguaje electrónico.

## Discografía
- February Papers con Tony Oxley, 1977.
- Improvisations are forever now 1977/79 (con Barry Guy y Howard Riley).
- The Family con el Wuppertal Workshop Ensemble (Peter Brötzmann, Gianluigi Trovesi, Peter Kowald) , 1980.
- Chapter two 1981-3, con Iskra 1903 1981-83.
- Was macht ihr denn? Grabación en vivo de concierto Mark Charig, Fred Van Hove, Günter Baby Sommer, 1982.
- Epiphany/Epiphanies, con Company (Ursula Oppens, Fred Frith, George Lewis (trombón), Julie Tippetts) 1982.
- Writing in water, 1984 (Solo)
- Ellispontos con Paul Lytton, Hans Schneider (Bajo), Floros Floridis, 1985.
- The Glider & the Grinder con Tony Oxley, 1987.
- Songs and Variations con Georg Gräwes GrubenKlangOrchester, 1988-89.
- Trio Raphiphi, con Radu Malfatti y Phil Minton 1990.
- Theoria con London Jazz Composers Orchestra, 1991.
- Meetings con Mario Schiano, 1992.
- Toward the margins con The Evan Parker Electro-Acoustic Ensemble, 1996.
- The balance of trade con Paul Lytton Quartet, 1996.
- Proceedings con: London Improvisers Orchestra, 1999.
- August steps, Duo con Teppo Hauta-Aho, 1999.
- Freedom of the city 2002 con: London Improvisers Orchestra, 2002.
- 888 con Evan Parker, Hugh Davies, Eddie Prévost, 2003.
- Free zone Appleby 2005 con Gerd Dudek, Tony Levin, Evan Parker, Tony Marsh, Paul Dunmall, John Edwards (improvisaciones), Kenny Wheeler, Paul Rogers, 2005.